# Grens (gemeente)
Grens is een gemeente en plaats in het Zwitserse kanton Vaud, en maakt deel uit van het district Nyon.
Grens telt 341 inwoners.